# Каллианиотис, Хелена
Хеле́на Каллианио́тис (англ. Helena Kallianiotes; род. 24 марта 1938, Греция) — греко-американская актриса и продюсер. Номинировалась на премию «Золотой глобус» (1973).

## Биография
В возрасте 10 лет приехала в США. Проживала в Бостоне (Массачусетс), где в 16 лет начала работать танцовщицей в ночных клубах. В 1958 году покинула Бостон и работала танцовщицей по всей стране. Поселилась в Калифорнии, где работала в клубе «Greek Village» на Голливудском бульваре в Лос-Анджелесе и в Сан-Франциско. Также работала в Элко и Лас-Вегасе (Невада). В начале 1970-х годов преподавала танцы в греческом ресторане «The Intersection» в Северном Голливуде, владела катком «Skate Away» и ночным клубом «Helena’s».
В 2013 году дебютировала в качестве продюсера.
Состоит в хороших дружеских отношениях с актёром и кинорежиссёром Джеком Николсоном. На протяжении многих лет проживала в принадлежащем ему гостевом доме, являлась управляющей недвижимостью во время отсутствия Николсона в городе.

## Личная жизнь
Замужем за актёром Билли Греем.

## Фильмография

### Актриса
| Год  | На русском языке            | На языке оригинала        | Роль            | Примечания             | Награды и номинации                                                                   |
| ---- | --------------------------- | ------------------------- | --------------- | ---------------------- | ------------------------------------------------------------------------------------- |
| 1968 |                             | Head                      | танцовщица      | в титрах не указана    |                                                                                       |
| 1969 | Беспечный ездок             | Easy Rider                |                 | в титрах не указана    |                                                                                       |
| 1970 | Пять лёгких пьес            | Five Easy Pieces          | Палм Аподака    |                        |                                                                                       |
| 1970 |                             | The Baby Maker            | Ванда           |                        |                                                                                       |
| 1972 | Сенсация Канзас-сити        | Kansas City Bomber        | Джекки Бюрдетт  |                        | Номинация на премию «Золотой глобус» за лучшую женскую роль второго плана — кинофильм |
| 1974 |                             | Shanks                    | Мата Хари       |                        |                                                                                       |
| 1975 | Подмокшее дело              | The Drowning Pool         | Элейн Ривис     |                        |                                                                                       |
| 1976 | Оставайся голодным          | Stay Hungry               | Анита           |                        |                                                                                       |
| 1976 | The Passover Plot           |                           |                 |                        |                                                                                       |
| 1983 | Эврика                      | Eureka                    | Фрида           |                        |                                                                                       |
| 1984 |                             | Faerie Tale Theatre       | Джина           |                        |                                                                                       |
| 1985 | Альфред Хичкок представляет | Alfred Hitchcock Presents | Мария Киприянов | пилотный эпизод        |                                                                                       |
| 1990 | Отступник                   | Catchfire                 | Грейс Карелли   |                        |                                                                                       |
| 2017 | Звезда                      | Star                      | Мэгги           | 2 и 9 эпизоды 1 сезона |                                                                                       |